# Johanna Vahl
Johanna Vahl (* 2. Dezember 1923 in Finsterwalde; † 9. Oktober 2017 in Münster) war eine deutsche Medizinphysikerin und Professorin für Experimentelle Zahnheilkunde an der Westfälischen Wilhelms-Universität Münster.

## Leben
Johanna Vahl erlangte 1943 das Abitur und studierte zunächst kurzzeitig Medizin in Berlin. 1951 begann sie ein Studium der Mineralogie in Kiel, das sie 1958 als Doktorin für Naturwissenschaften abschloss. Ihre Dissertation behandelte die mineralogische Untersuchung des Boracits von Bad Segeberg. Anschließend arbeitete sie als wissenschaftliche Mitarbeiterin im Institut für Physik und dann an der Zahnklinik der Universität Münster. Dort widmete sie sich der Biokristallographie und insbesondere der Erforschung des Zahnhartgewebes (Zahnschmelz, Dentin, Wurzelzement). 1969 habilitierte sie sich an der Medizinischen Fakultät in Münster mit einer mikromorphologischen und biokristallographischen Strukturanalyse von verändertem Zahnschmelz für das Fach „Medizinische Physik und Biokristallographie“. Anschließend lehrte sie dort als Privatdozentin und ab 1971 als außerplanmäßige Professorin. 1972 wurde sie Wissenschaftliche Rätin. Im gleichen Jahr folgte sie dem Ruf auf die neu eingerichtete Universitätsprofessur für Experimentelle Zahnheilkunde an der Universitätszahnklinik Münster. Zudem leitete sie die gleichnamige Forschungsgruppe, bis sie 1989 in den Ruhestand ging.
Zu den Schwerpunkten von Johanna Vahls wissenschaftlicher Arbeit gehörten Biokristallitforschung und Biomineralisation in der experimentellen Zahnheilkunde. Sie war Mitarbeiterin der Kommission für Biokristallit-Forschung der Akademie der Wissenschaften und der Literatur in Mainz. Darüber hinaus gehörte sie zu den ersten Wissenschaftlern, die sich mit der Anwendung des Lasers in der Zahnmedizin beschäftigten. Hierbei widmete sie sich Themen wie der Kariesprophylaxe durch Laserschmelzen der Zahnoberfläche, Füllungstherapie mit Hilfe laserschmelzbarer Werkstoffe und Grundlagen des Lasereinsatzes in der Zahntechnik. 1994 wurde sie für ihre Leistungen von der Deutschen Gesellschaft für Zahn-, Mund- und Kieferheilkunde mit der Hermann-Euler-Medaille ausgezeichnet.
2017 starb Johanna Vahl mit 93 Jahren in Münster.

## Veröffentlichungen (Auswahl)
- Beitrag zur mineralogischen Untersuchung des Boracits von Bad Segeberg. Dissertation. Kiel 1958.
- Gesunder und pathologisch veränderter Zahnschmelz: Eine mikromorphologische und biokristallographische Strukturanalyse. J. A. Barth, Leipzig 1971.
- Johanna Vahl, Heinz van Benthem, Matthias Frentzen: Laser in der Zahnmedizin. Quintessenz-Verlag, Berlin 1992, ISBN 3-87652-751-1.